# میلان
میلان (به ایتالیایی: Milano) دومین شهر پرجمعیت ایتالیا و مرکز ناحیهٔ لومباردی در شمال این کشور می‌باشد.
میلان یکی از شهرهای پیشرو جهان در زمینه‌های اقتصاد، هنر، مد، آموزش، حمل‌ونقل، سرگرمی، معماری و رسانه هاست.

## تاریخچه
در ابتدای سدهٔ ۶ (پیش از میلاد) توسط اینسوبری‌ها ساخته شد و در ۲۲۲ پ.م. توسط رم باستان فتح شد و نام آن به مدیولانوم تغییر یافت. اهمیت این شهر به تدریج تا تبدیل شدن به پایتخت امپراتوری روم غربی افزایش یافت. در طول زمان، نقش‌های مختلفی در تاریخ ایتالیا ایفا کرد که از جمله می‌توان به پایتخت و مرکز سیاسی و فرهنگی دوک‌نشین میلان در دوران رنسانس و پایتخت پادشاهی ایتالیا در دوران ناپولیونیک اشاره کرد.

## مردم‌شناسی
جمعیت میلان همراه با حومه، در سال ۲۰۰۶ میلادی ۴٬۲۸۰٬۸۲۰ نفر برآورد می‌شود.
در میلان گویش لمباردی کاربرد دارد.
اکثریت مردم میلان پیرو مذهب کاتولیک هستند و مابقی پیرو مذاهب ارتدکس، اسلام، یهودیت، بوداییسم و پروتستان هستند.
بیشترین جمعیت خارجی‌های میلان را ملیت‌های فیلیپین، مصر، چین، پرو، سریلانکا، رومانی، اکوادور، بنگلادش و اوکراین تشکیل می‌دهند.

## مد در میلان
میلان پایتخت مد جهان است. در میان این خانه‌های مد می‌توان به پرادا، آرمانی، ورساچه، دولچه اند گابانا، مونکلر، تروساردی، میسونی، موسکینو، ارمنجیلدو زنیا، کانالی، میو میو، اترو و شرکت لوکساتیکا اشاره کرد.
لوکساتیکا بزرگ‌ترین تولیدکنندهٔ عینک جهان محسوب می‌شود.
انستیتو مارانگونی (یکی از ۱۰ مدرسهٔ برتر مد جهان)، آژانس مدلینگ وای نات و مجلهٔ گرازیا (یکی از برترین مجلات مد و لباس دنیا) در این شهر واقع شده‌اند.
هفتهٔ مد میلان یک رویداد نیمه‌سالانه است، که از سال ۱۹۵۸ برگزار می‌شود و یکی از ۴هفته مد برتر دنیا محسوب می‌شود.

## آثار دیدنی
- کلیسای جامع میلان
- کلیسای سانتا ماریا دله گرتزیه
- خانه اپرای لا اسکالا
- قصر سفورزا
- عمارت پیاتزا دی مرکانتی
- کلیسای امبروز مقدس
- گورستان منیومنتال
- گالری ویتوریو امانوئل
- محله ناویلی و کانال گرند ناویلی
- موزه هنر پیناکوتکا دی بررا
- ورزشگاه سن سیرو
- پارک سمپیونه
- محله بررا
- موزه پلدی پتزولی
- کتابخانه پیناکوتئا امبروسیانا
- گالری هنر مدرن
- خرابه‌های رومی سن لورنزو
- موزه باگاتی والسچی
- موزه ملی علوم و فناوری لئوناردو داوینچی
- طاق صلح میلان
- بنیاد پرادا
- تاکستان لئوناردو
- تئاتر پیکولو
- کاخ سلطنتی میلان
- موزه تاریخ طبیعی میلان
- ایستگاه راه‌آهن مرکزی میلان

## اقتصاد
میلان قطب مالی و تجاری ایتالیا است. بانکا پوپولاره دی میلانو، مدیولانوم، مدیوبانکا و یونی کردیت چهار بانکی هستند که شعبهٔ مرکزی آنها در میلان واقع شده‌است و مقر بورس ایتالیا هم در این شهر قرار دارد.
این شهر میزبان اکسپو ۲۰۱۵ بود و همچنین بزرگ‌ترین مجتمع نمایشگاهی جهان به نام فیِرا میلانو در آن قرار دارد.
میلان پایتخت مد جهان است و میزبان یکی از ۴هفته مد برتر دنیاست و برندهای آرمانی، ورساچه و پرادا همگی در این شهر قرار دارند. خیابان ویامونته ناپلئون در شهر میلان پنجمین خیابان گران جهان محسوب می‌شود.
در میان شهرهای بزرگ جهان، تولید ناخالص داخلی شهر میلان در زمرهٔ بیشترین‌ها قرار دارد که برابر با ۱۵۸ میلیارد دلار است که می‌توان آن را با کشور قزاقستان مقایسه کرد.
در سال ۲۰۱۸، ۸/۸میلیون نفر از میلان بازدید کردند و این شهر پانزدهمین شهر پربازدید جهان انتخاب شد.

## آموزش
میلان بزرگ‌ترین شهر دانشجویی ایتالیا است که با نزدیک به ۱۸۵۰۰۰ دانشجو بزرگ‌ترین جمعیت دانشجویی این کشور را در خود جای داده‌است.
مهم‌ترین مراکز آموزشی میلان عبارتند از:
1. دانشگاه میلان
2. دانشگاه پلی تکنیک میلان
3. دانشگاه بوکونی
4. دانشگاه علوم پزشکی ویتا سالوته سان رافائل
5. آکادمی هنرهای زیبای بررا
6. کنسرواتوار جوزپه وردی
7. انستیتو مارانگونی
8. آکادمی ورزشی آث میلان
9. آکادمی ورزشی اینترمیلان

## ورزش
شهر میلان دارای ۲ باشگاه ورزشی بزرگ است که در سرتاسر جهان طرفداران بسیار زیادی دارند. آث میلان و اینتر میلان. این دو تیم همیشه رقیب سنتی بودند، تیم فوتبال آث میلان با کسب ۷ قهرمانی بعد از تیم رئال مادرید پرافتخارترین تیم لیگ قهرمانان اروپا محسوب می‌شود و اینترمیلان نیز با کسب ۳ قهرمانی از تیمهای پرافتخار اروپا به‌شمار می‌رود. تیم اینترمیلان در سال ۲۰۱۰ با کسب ۳ قهرمانی خود را به اولین تیم ایتالیایی تبدیل کرد که موفق کسب سه جام دریک فصل شده‌است. در ورزشگاه مشهور سن سیرو (جوزپه مه آتزا) که محل میزبانی تیم‌های شهر میلان از تیمهای دیگر است نیز در این شهر قرار دارد.
از دیگر مراکز ورزشی این شهر می‌توان؛ به
مجتمع ورزشی سرپوشیده و چندمنظوره مدیولانوم فوروم و پیست ادتودرومو ناتزیوناله مونتزا اشاره کرد.
رقابت‌های جهانی فدراسیون پرورش اندام IFBB,NPC مستر الیمپیا آماتوری ۱۸ نوامبر در این شهر برگزار می‌گردد که میلان را به عنوان قطب بزرگ بدنسازی ایتالیا معرفی کرده هست.

## موسیقی و تئاتر
میلان به لطف لااسکالا و سنت قدیمی اپرا در آن یکی از شهرهای مهم موسیقی دنیا به‌شمار می‌آید.
سالن اپرای لا اسکالا در شهر میلان ایتالیا، سالنی معروف و بسیار دوست داشتنی است که در سال ۱۷۷۸ میلادی احداث شد و امروزه معروف‌ترین خانه اپرای جهان به‌شمار می‌رود. ظرفیت سالن ۳۸۰۰نفر است. این خانه اپرا به‌عنوان یکی از برجسته‌ترین سالن‌های نمایش تئاتر، اپرا، باله و رقص در جهان محسوب می‌شود.

## حمل ونقل

### حمل ونقل درون‌شهری
شرکت حمل ونقل عمومی میلان، مسئولیت حمل و نقل همگانی در شهر میلان و حومه را بر عهده دارد.
متروی میلان در سال ۱۹۶۴ تأسیس شده و هم‌اکنون دارای ۴ خط، ۱۱۳ ایستگاه و ۱۰۱کیلومتر طول می‌باشد.
تراموا، اتوبوس عادی و برقی، تاکسی، ایستگاه‌های مخصوص کرایه دوچرخه از جمله گزینه‌های دیگر رفت و آمد در شهر میلان هستند.

### حمل و نقل برون‌شهری
فرودگاه میلانو مالپنسا و فرودگاه لینیت با جابه‌جایی سالانه میلیون‌ها مسافر نقش به‌سزایی در ترانزیت هوایی کشور ایتالیا دارند.

## رسانه
این ناحیه مرکز چاپ و نشر ایتالیا محسوب شده و روزنامه‌های مشهوری مانند کوریره دلاسرا و ایل جورناله هرروزه در آن چاپ می‌شوند.
همچنین مقر کمپانی بزرگ رسانه ای مدیاست را در خود جای داده‌است.

## رهاورد
پنیر گورگونزولا و ماسکارپونه، شیرینی پانه تونه و همچنین کیف، کفش، چمدان، کمربند و لباس‌های آماده از مهم‌ترین سوغاتی‌های آن هستند.

### خورد و خوراک
پولنتا (سوپ ذرت) و ریزوتو (نوعی برنج) مهم‌ترین خوراکی‌های آن را تشکیل می‌دهد.

## ارتباطات بین‌المللی

### شهرهای خواهرخوانده
میلان با۱۴شهرزیرپیمان خواهرخواندگی بسته‌است:
- سائوپائولو، برزیل، از سال ۱۹۶۱
- شیکاگو، آمریکا، از سال۱۹۶۲
- لیون، فرانسه، از سال۱۹۶۷
- فرانکفورت، آلمان، از سال۱۹۶۹
- بیرمنگام، انگلیس، از سال۱۹۷۴
- داکار، بنگلادش، از سال۱۹۷۴
- شانگهای، چین، از سال۱۹۷۹
- اوزاکا، ژاپن، از سال ۱۹۸۱
- تل اویو، اسرائیل، از سال ۱۹۹۷
- بیت لحم، فلسطین، از سال ۲۰۰۰
- تورنتو، کانادا، از سال ۲۰۰۳
- کراکوف، لهستان، از سال۲۰۰۳
- ملبورن، استرالیا، از سال ۲۰۰۴
- دئگو، کره جنوبی، از سال ۲۰۱۵

### شهرهای شریک
میلان با شهرهای زیر، پیمان‌نامهٔ همکاری بسته‌است:
- الجزیره، الجزایر
- آمستردام، هلند
- بارسلونا، اسپانیا
- بیلبائو، اسپانیا
- چنگدو، چین
- کپنهاگ، دانمارک
- گوانگژو، چین
- دبی، امارات متحده عربی
- مسکو، روسیه
- نیویورک، آمریکا
- آستانه، قزاقستان
- سایتاما، ژاپن
- تگوسیگالپا، هندوراس
- تهران، ایران

## آب و هوا
| داده‌های اقلیم میلان (فرودگاه لیناته، ۱۹۶۱–۱۹۹۰) | داده‌های اقلیم میلان (فرودگاه لیناته، ۱۹۶۱–۱۹۹۰) | داده‌های اقلیم میلان (فرودگاه لیناته، ۱۹۶۱–۱۹۹۰) | داده‌های اقلیم میلان (فرودگاه لیناته، ۱۹۶۱–۱۹۹۰) | داده‌های اقلیم میلان (فرودگاه لیناته، ۱۹۶۱–۱۹۹۰) | داده‌های اقلیم میلان (فرودگاه لیناته، ۱۹۶۱–۱۹۹۰) | داده‌های اقلیم میلان (فرودگاه لیناته، ۱۹۶۱–۱۹۹۰) | داده‌های اقلیم میلان (فرودگاه لیناته، ۱۹۶۱–۱۹۹۰) | داده‌های اقلیم میلان (فرودگاه لیناته، ۱۹۶۱–۱۹۹۰) | داده‌های اقلیم میلان (فرودگاه لیناته، ۱۹۶۱–۱۹۹۰) | داده‌های اقلیم میلان (فرودگاه لیناته، ۱۹۶۱–۱۹۹۰) | داده‌های اقلیم میلان (فرودگاه لیناته، ۱۹۶۱–۱۹۹۰) | داده‌های اقلیم میلان (فرودگاه لیناته، ۱۹۶۱–۱۹۹۰) | داده‌های اقلیم میلان (فرودگاه لیناته، ۱۹۶۱–۱۹۹۰) |
| ماه                                             | ژانویه                                          | فوریه                                           | مارس                                            | آوریل                                           | مه                                              | ژوئن                                            | ژوئیه                                           | اوت                                             | سپتامبر                                         | اکتبر                                           | نوامبر                                          | دسامبر                                          | سال                                             |
| ----------------------------------------------- | ----------------------------------------------- | ----------------------------------------------- | ----------------------------------------------- | ----------------------------------------------- | ----------------------------------------------- | ----------------------------------------------- | ----------------------------------------------- | ----------------------------------------------- | ----------------------------------------------- | ----------------------------------------------- | ----------------------------------------------- | ----------------------------------------------- | ----------------------------------------------- |
| میانگین بیش‌ترین °C (°F)                         | ۴٫۶ (۴۰)                                        | ۸٫۲ (۴۷)                                        | ۱۳٫۲ (۵۶)                                       | ۱۷٫۵ (۶۴)                                       | ۲۱٫۹ (۷۱)                                       | ۲۶٫۱ (۷۹)                                       | ۲۸٫۹ (۸۴)                                       | ۲۷٫۷ (۸۲)                                       | ۲۴٫۳ (۷۶)                                       | ۱۸٫۸ (۶۶)                                       | ۱۰٫۲ (۵۰)                                       | ۵٫۴ (۴۲)                                        | ۱۷٫۲ (۶۳)                                       |
| میانگین روزانه °C (°F)                          | ۱٫۴ (۳۵)                                        | ۴٫۲ (۴۰)                                        | ۸٫۳ (۴۷)                                        | ۱۲٫۳ (۵۴)                                       | ۱۶٫۶ (۶۲)                                       | ۲۰٫۶ (۶۹)                                       | ۲۳٫۱ (۷۴)                                       | ۲۲٫۲ (۷۲)                                       | ۱۸٫۹ (۶۶)                                       | ۱۳٫۶ (۵۶)                                       | ۶٫۹ (۴۴)                                        | ۲٫۳ (۳۶)                                        | ۱۲٫۵ (۵۵)                                       |
| میانگین کم‌ترین °C (°F)                          | −۱٫۹ (۲۹)                                       | ۰٫۱ (۳۲)                                        | ۳٫۳ (۳۸)                                        | ۷٫۰ (۴۵)                                        | ۱۱٫۲ (۵۲)                                       | ۱۵٫۰ (۵۹)                                       | ۱۷٫۳ (۶۳)                                       | ۱۶٫۷ (۶۲)                                       | ۱۳٫۵ (۵۶)                                       | ۸٫۴ (۴۷)                                        | ۳٫۶ (۳۸)                                        | −۰٫۹ (۳۰)                                       | ۷٫۸ (۴۶)                                        |
| بارندگی میلی‌متر (اینچ)                          | ۶۴٫۳ (۲٫۵۳)                                     | ۶۲٫۶ (۲٫۴۶)                                     | ۸۱٫۶ (۳٫۲۱)                                     | ۸۲٫۲ (۳٫۲۴)                                     | ۹۶٫۵ (۳٫۸)                                      | ۶۵٫۴ (۲٫۵۷)                                     | ۶۸٫۰ (۲٫۶۸)                                     | ۹۳٫۰ (۳٫۶۶)                                     | ۶۸٫۵ (۲٫۷)                                      | ۹۹٫۷ (۳٫۹۳)                                     | ۱۰۱٫۰ (۳٫۹۸)                                    | ۶۰٫۴ (۲٫۳۸)                                     | ۹۴۳٫۲ (۳۷٫۱۳)                                   |
| میانگین روزهای بارندگی                          | ۷٫۲                                             | ۶٫۷                                             | ۷٫۹                                             | ۸٫۳                                             | ۸٫۱                                             | ۷٫۶                                             | ۵٫۸                                             | ۷٫۱                                             | ۵٫۲                                             | ۶٫۸                                             | ۸٫۵                                             | ۶٫۳                                             | ۸۵٫۵                                            |
| درصد رطوبت                                      | ۸۶                                              | ۷۸                                              | ۷۱                                              | ۷۵                                              | ۷۲                                              | ۷۱                                              | ۷۱                                              | ۷۲                                              | ۷۴                                              | ۸۱                                              | ۸۵                                              | ۸۶                                              | ۷۶٫۸                                            |
| میانگین روزانه ساعت‌های تابش آفتاب               | ۵۸٫۹                                            | ۹۶٫۱                                            | ۱۵۱٫۹                                           | ۱۷۷٫۰                                           | ۲۱۰٫۸                                           | ۲۴۳٫۰                                           | ۲۸۵٫۲                                           | ۲۵۱٫۱                                           | ۱۸۶٫۰                                           | ۱۳۰٫۲                                           | ۶۶٫۰                                            | ۵۸٫۹                                            | ۱٬۹۱۵٫۱                                         |
| منبع: MeteoAM                                   |                                                 |                                                 |                                                 |                                                 |                                                 |                                                 |                                                 |                                                 |                                                 |                                                 |                                                 |                                                 |                                                 |